# Ladislav Kučerňák
Ladislav Kučerňák (* 27. srpna 1954) je bývalý český fotbalový obránce.

## Fotbalová kariéra
V mládežnických kategoriích hrál za Zbrojovku Brno. Dále hrál ze Železárny Prostějov, RH Cheb, Zbrojovku Vsetín, v lize za Sigmu Olomouc, druhou ligu za JZD Slušovice a SK Prostějov. V lize odehrál 87 utkání a dal 10 gólů. Hrál i za reprezentaci do 18 let.

## Ligová bilance
| Ročník                                   | Zápasy | Góly | Klub             |
| ---------------------------------------- | ------ | ---- | ---------------- |
| 1. československá fotbalová liga 1982/83 | 26     | 2    | TJ Sigma Olomouc |
| 1. československá fotbalová liga 1984/85 | 26     | 4    | TJ Sigma Olomouc |
| 1. československá fotbalová liga 1985/86 | 23     | 3    | TJ Sigma Olomouc |
| 1. československá fotbalová liga 1986/87 | 12     | 1    | TJ Sigma Olomouc |
| CELKEM                                   | 87     | 10   |                  |